# Petar Kehayov

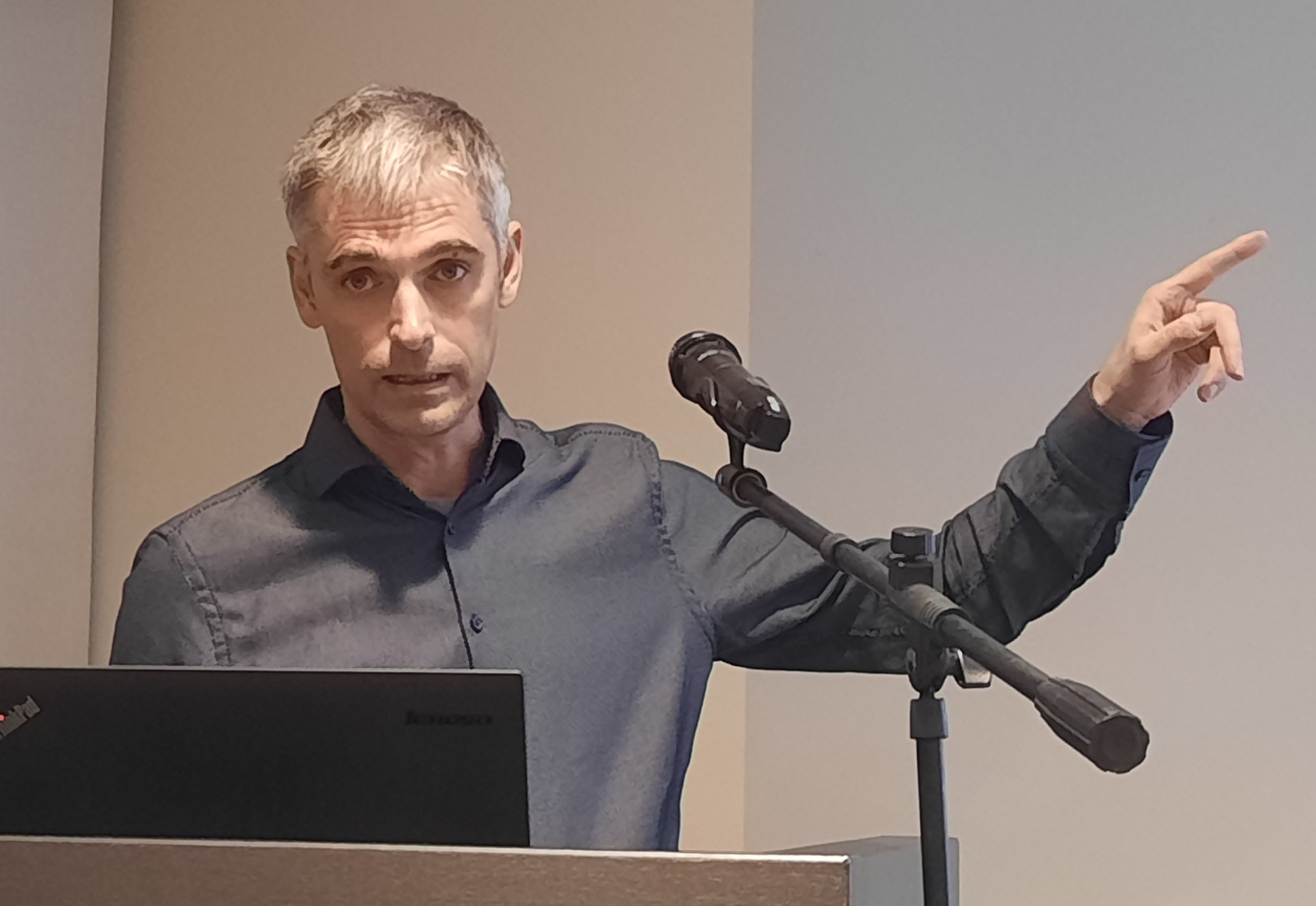
Petar Kehayov auf einer Konferenz (2022)

Petar Kehayov (bulgarisch Петър Кехайов, geboren am 22. Mai 1972 in Sofia) ist ein Linguist und Professor für ostseefinnische Sprachen an der Universität Tartu.

## Leben und Wirken
Petar Kehayov stammt aus Bulgarien. Er machte 1990 seinе Matura (матура) am Wassil-Lewski-Gymnasium in Sofia und studierte von 1992 bis 1994 Geschichte an der Sofioter Universität „Hl. Kliment Ohridski“. An der Universität lernte er außerdem Finnisch und konnte so an einem Sommersprachkurs in Kuopio teilnehmen. Im Selbststudium begann er später auch mit Estnisch.
1994 brach er sein Studium in Bulgarien ab und begann stattdessen Finnougristik, Estnisch und Allgemeine Sprachwissenschaft an der Universität Tartu zu studieren. Unter seinen ausländischen Kommilitonen war der Niederländer Rogier Blokland, heute Professor für Finnougristik an der Universität Uppsala.
Von 1997 bis 1998 war er Austauschstudent an der Universität Oulu in Finnland. Im Jahr 2000 machte Kehayov seinen Bachelorabschluss in Tartu und 2003 an derselben Universität seinen Masterabschluss. Als Doktorand forschte er von 2005 bis 2006 als Gastwissenschaftler an der Universität Antwerpen in Belgien. Seine von Mati Erelt betreute und 2008 in Tartu verteidigte Dissertation behandelt Evidentialität in den Balkansprachen und im Sprachraum der Ostsee. 2016 habilitierte sich Kehayov in Finnougristik an der Ludwig-Maximilians-Universität in München. Seine Habilitationsschrift zu „Modus und Modalität im Sprachentod“ wurde 2017 bei De Gruyter veröffentlicht.
2011 bis 2013 war er mit einem Stipendium der Alexander-von-Humboldt-Stiftung und von 2017 bis 2020 mit Forschungsförderung durch die Deutsche Forschungsgemeinschaft an der Universität Regensburg tätig. Von 2020 bis 2021 vertrat er die Professur für Finnougristik/Uralistik an der LMU München.
Am 16. Dezember 2022 nahm er den Ruf als Professor für Ostseefinnische Sprachen an der Universität Tartu an.
Weltweit existieren nur zwei Lehrstühle für Ostseefinnisch, neben Tartu an der Universität Helsinki. Kehayov erforscht for allem die kleinen ostseefinnischen Sprachen Karelisch, Wepsisch, Lüdisch und Ischorisch sowie Mordwinisch und bedrohte Sprachen im Allgemeinen. Er hat umfangreiche Archiv- und Feldforschungen durchgeführt, vor allem zum Karelischen. Eine Monographie zum Karelischen auf der Halbinsel Kola (zusammen mit Deniz Kusmin) wurde 2022 von der Finnisch-Ugrischen Gesellschaft veröffentlicht.

## Veröffentlichungen (Auswahl)
- Kasper Boye, Petar Kehayov (Hrsg.): Complementizer semantics in European languages (= Empirical Approaches to Language Typology. Band 57). De Gruyter Mouton, Berlin 2016, doi:10.1515/9783110416619 (englisch).
- The fate of mood and modality in language death. Evidence from minor Finnic (= Trends in Linguistics. Studies and Monographs. Band 307). De Gruyter Mouton, Berlin 2017, doi:10.1515/9783110524086 (englisch).
- The Karelian dialect of Kolvitsa, Kola Peninsula (= Mémoires de la Société Finno-Ougrienne. Band 277). Société finno-ougrienne, Helsinki 2022, doi:10.33341/sus.449 (englisch).